# St. Kilian (Schnepfenbach)

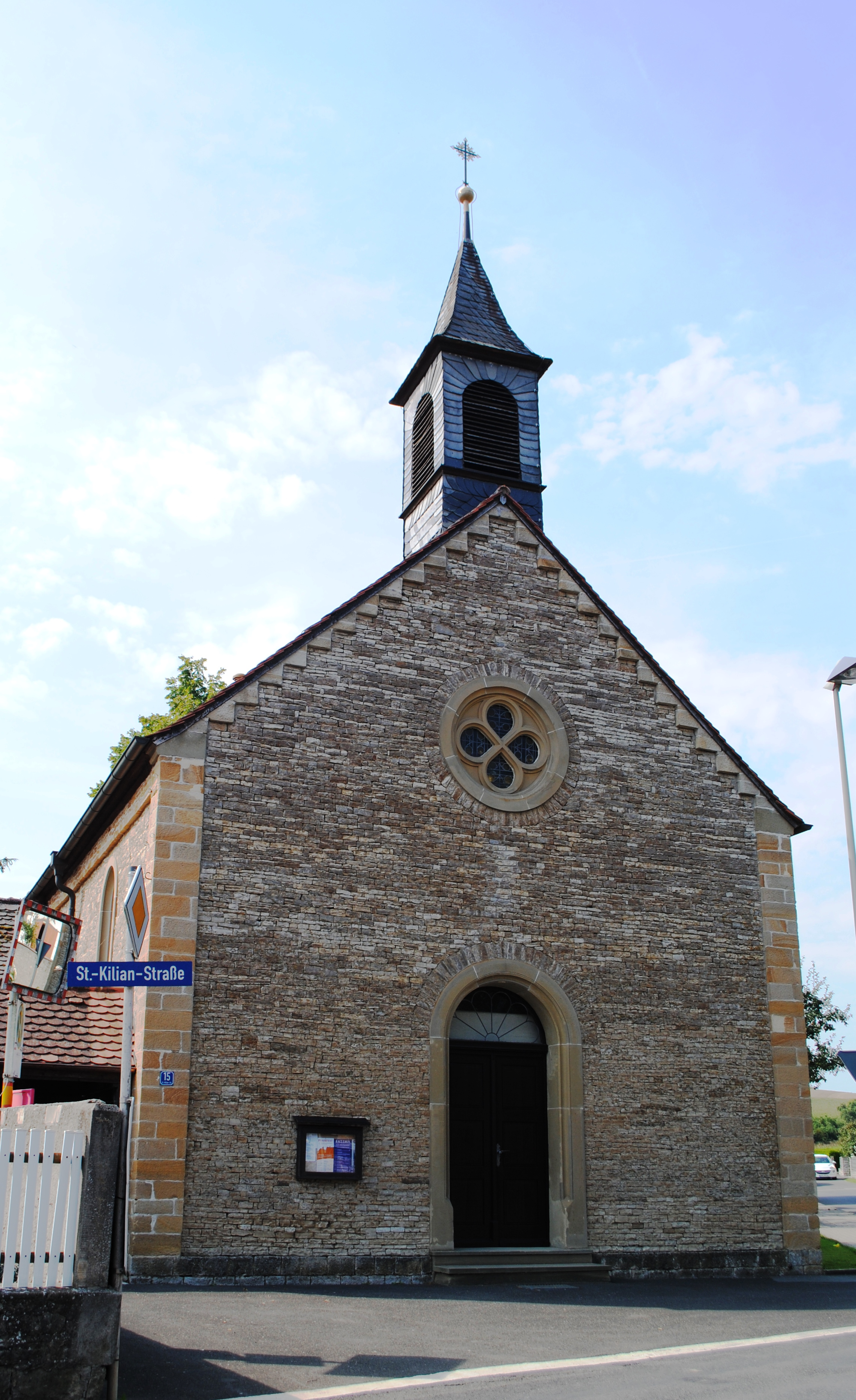
Die Kirche in Schnepfenbach

Die Filialkirche St. Kilian ist ein Gotteshaus im Dettelbacher Ortsteil Schnepfenbach im unterfränkischen Landkreis Kitzingen. Die Kirche steht in der St.-Kilian-Straße in der Ortsmitte und gehört zum katholischen Dekanat Kitzingen.

## Geschichte
Die Planung eines Gotteshauses in dem kleinen Dorf Schnepfenbach begann erst im 19. Jahrhundert. Als Architekt wurde der Dettelbacher Baumeister Georg Bischof ausgewählt. Im Jahr 1858 wurde der Grundstein für die Kirche an der Schnepfenbacher Hauptstraße gelegt, die nach dem Kirchenpatron, dem heiligen Kilian, benannt wurde. Die Benediktion nahm am 9. Juni 1862 Franz Josef Löffler vor.
Im Jahr 1870 wurde eine Sakristei an das Kirchengebäude angebaut. Große Unwetterschäden des Jahres wurden erst einige Jahre später behoben. Im Jahr 1968 renovierte man erstmals das Kirchendach, 1977 wurde eine Innenrenovierung vorgenommen. Die Kirchengemeinde renovierte das Kircheninnere erneut im Jahr 1986 und im Jahr 1994 das Äußere. Die Kirche ist ein eingetragenes Baudenkmal.

## Architektur
Die Kirche wurde im Stil der Neoromanik aus Bruchsteinen errichtet und ist steinsichtig. Sie ist nicht geostet, sondern nach Westen ausgerichtet. Der schlichte Saalbau weist auf der Schauseite einen vierseitigen Dachreiter auf, in dem die Glocken hängen. Das Langhaus besitzt zwei Fensterachsen. Unterhalb des Dachreiters befindet sich ein Ochsenauge.

## Ausstattung

### Glocken
Das Geläut der Kilianskirche besteht aus zwei Glocken. Die älteste stammt aus dem 16. Jahrhundert, es ist unklar, auf welchem Weg sie in das Gotteshaus gelangte. Während des Zweiten Weltkrieges musste die zweite, jüngere Glocke zum Einschmelzen abgegeben werden. In der Nachkriegszeit konnte das Geläut wieder komplettiert werden.
| Name          | Gussjahr | Durchmesser in Zentimeter | Gewicht in Kilogramm | Inschriften                                                                                                  |
| ------------- | -------- | ------------------------- | -------------------- | --- |
| Kiliansglocke | 1950     | unklar                    | 40                   | „Im Kriege verloren, durch Wohltäter geboren“, „Hl. Kilian, bitte für uns“                                   |
| Marienglocke  | 1508     | 37                        | 30                   | „ave maria gracia plena anno domini 1508“ (lat. Sei gegrüßt Maria, du hochgeweihte, im Jahre des Herrn 1508) |

### Weitere Ausstattung
Die Kirche besaß bis zur liturgischen Erneuerung nach dem Zweiten Vatikanischen Konzil einen neugotischen Hochaltar. Davon ist nur eine Figur des heiligen Kilian von 1887 erhalten. 1964 wurde ein Volksaltar aus Sandstein anstelle des alten Retabels aufgestellt. Über dem Chorhaupt befinden sich ein Tabernakel und ein schlichtes Kruzifix.
Im Langhaus steht eine Figur der Muttergottes. Die Orgel des Kirchleins hat sieben Register. Die Kirchenfenster schuf der Würzburger Künstler Johannes Freund.